# Taocos

Reino dos taocos

Taocos (em grego clássico: Ταοχοι; romaniz.: Taochoi), Diauei (Diauehi), ou Diaui (Diauhi; "Terra dos Filhos de Diau") foi um antigo povo do nordeste da Anatólia, mencionada em inscrição Urartu. Esse povo é usualmente (porém, nem sempre) identificado como Daiaeni da inscrição sobre o terceiro ano do reinado assírio Tiglate-Pileser I  (1 118 a.C.). Mesmo que a localização e a extensão real não sejam bem conhecidas, estudiosos supõem essa etnia como tendo vivido na planície Panziler, em Erzurum (província), nordeste da Turquia.
Outros localizam os taocos nos caminhos entre Turquia e Geórgia ao longo do Rio Cura. O mais provável local do núcleo taoco se estenderia das nascentes do Rio Eufrates até os vales dos rios Çorum e Oltu. Fontes urártias citam três principais cidades taocos – Zua, Utu, Sasilu; Zua é frequentemente identificada como a atual Zivim Cale, Utu é talvez a atual Oltu e Sasilu pode ser relacionada com um antigo topônimo medieval georgiano Sasire, próximo a atual Tortum, Turquia.
Muitos especialistas atuais acreditam que os taocos deve ter se originado de uma fusão de tribos proto-georgianas, depois do fim do Império Hitita (século XII a.C.). Essa federação foi suficientemente poderosa para resistir aos assírios, mas em 1 112 a.C. O rei Sien dos taocos foi derrotado e feito prisioneiro de Tiglate-Pileser I. Em 845 a.C., Salmanaser III  finalmente subjugou os taocos e rebaixou seu rei Ásia dos taocos como um reino cliente.
No inicio do século VIII a.C., os taocos passou a ser o alvo da nova potência regional Urartu. Tanto Menua (r. 810–785 a.C.) como Arguisti I de Urartu (r. 785–763 a.C.) partiram em campanha contra o rei Utupursi dos taocos, anexando os territórios sul e forçando-os a pagar tributos, como cobre, prata, ouro. Bastante enfraquecida nessa época, os taocos foram finalmente destruídos pela avalanche das tribos culha (da Cólquida) vindas do oeste. Isso deve ter ocorrido por volta nos anos 760 a.C., de quando datam os últimos registros sobre os taocos. Porém, seu nome pode ter sobrevivido, sendo o povo chamado taocos pelos antigos gregos, Tao-Clarjécia dos georgianos e Taique dos armênios.

## Leituras adicionais
- Ronald Grigor Suny, The Making of the Georgian Nation: 2nd edition (December 1994), Indiana University Press, ISBN 0-253-20915-3, page 45
- Antonio Sagona, Claudia Sagona, Archaeology At The North-east Anatolian Frontier, I: An Historical Geography And A Field Survey of the Bayburt Province (Ancient Near Eastern Studies) (Hardcover), Peeters (January 30, 2005), ISBN 90-429-1390-8
- Georgia. (2006). Encyclopædia Britannica. Retrieved February 14, 2006, from Encyclopædia Britannica Premium Service
- Melikishvili, G. A., Diauehi. The Bulletin of Ancient History, vol. 4, 1950. (Publication in Russian)
- (em russo) С. Д. Гоготидзе, Локализация «стран» Даиаэн-Диаоха.